# Paranasoona cirrifrons
Paranasoona cirrifrons är en spindelart som beskrevs av Stefan Heimer 1984. Paranasoona cirrifrons ingår i släktet Paranasoona och familjen täckvävarspindlar. Inga underarter finns listade i Catalogue of Life.